# S/PDIF
S/PDIF або S/P-DIF — розшифровується як Sony/Philips Digital Interface (або Interconnect) Format. Є сукупністю специфікацій протоколу низького рівня і апаратної реалізації, що описують передачу цифрового звуку між різними компонентами аудіоапаратури. При описі S/PDIF необхідно описати як фізичну частину (тобто, власне, яким чином сигнал передається і по чому), так і програмну частину (тобто використовуваний протокол).
S/P-DIF — споживча версія стандарту відомого як AES3; має невеликі відмінності в протоколі і вимагає менш дорогих апаратних засобів.

## Області застосування
S/PDIF спочатку застосовувався в CD-плеєрах (і DVD-плеєрах для програвання компакт-дисків), а потім став загальним способом з'єднання і передачі звуку в інших аудіокомпонентах, наприклад, таких як MiniDisc-програвачі та звукові карти для персональних комп'ютерів. Він також набув популярність в автомобільному звуці, де колишній безлад численних проводів може бути замінений єдиним волоконно-оптичним кабелем, який стійкий до електричних перешкод.
Інше застосування інтерфейсу S/PDIF знаходить у передачі цифрового потоку об'ємного звуку як визначено стандартом IEC 61937. Цей режим використовують, щоб підключити вихід DVD-плеєра до входу AV-ресивера домашнього кінотеатру, який підтримує формати Dolby Digital або Digital Theatre системи (DTS) об'ємного звуку.
S/PDIF — це формат інтерфейсу передачі аудіо, який підтримує передачу цифрових аудіо сигналів від одного пристрою до іншого без процедури перетворення в аналоговий сигнал, що дозволяє уникнути погіршення якості звуку.
Роз'єм RCA — найбільш поширений роз'єм, який використовується з інтерфейсом S/PDIF та ідентичний роз'єму, вживаному в споживчій аудіо продукції. Крім того, в деяких випадках використовується оптичний роз'єм. Для того щоб підключити аудіосистему безпосередньо до активної акустичної системі, остання повинна підтримувати вхід S/PDIF.
Якщо системна плата для настільних ПК не підтримує вбудовані роз'єми S/PDIF, можна встановити звукову карту, що включає ці роз'єми.

## Апаратна реалізація
Специфікація S/PDIF допускає кілька типів кабелю і роз'ємів. Ключові слова для електричного типу — «коаксіальний» і «RCA Jack». Інший тип названий «оптичним» з часто вживаним словом «TOSLINK» або, рідше, «Оптичний EIAJ». Існують адаптери для переходу з коаксіального RCA Jack S/PDIF на оптичний TOSLINK S/PDIF і навпаки, для них необхідне зовнішнє джерело живлення. Перевагою оптичного типу S/PDIF є відмінна стійкість до електричних перешкод.
S/PDIF був розроблений на основі професійного стандарту звукової індустрії, відомого як AES3, який зазвичай застосовується для цифрового запису на магнітну стрічку в DAT-системах і для передачі звуку в професійних студіях звукозапису. S/PDIF залишається багато в чому ідентичним на рівні протоколу, але має інші фізичні роз'єми які на відміну від XLR дешевші і легші у використанні.

## Протокол
S/PDIF може бути використаний для передачі цифрових сигналів безлічі форматів. Найбільш поширені з них: формат використаний у DAT з частотою дискретизації 48 кГц і формат запису компакт — дисків з частотою дискретизації 44,1 кГц. Для того, щоб підтримувати обидві ці системи, формат не має певного бітрейта даних. Натомість дані передаються, використовуючи Biphase Mark Code, який має один або два переходи для кожного біта даних, дозволяючи передавати оригінальний Word Clock разом із самим сигналом.
Розширюючи можливості даного інтерфейсу, S/P-DIF може бути використаний для передачі 20-бітних потоків аудіоданих плюс інша пов'язана інформація. Можна також передавати 16-бітові потоки з нульовим заповненням або 24-бітові, за рахунок відмови від додаткової інформації.
Протокол найнижчого рівня майже той же, що і в описі AES3. Єдина відмінність — біт статусу каналу («Channel status bit»).